# Strong (chanson de London Grammar)
 (mars 2020).
Singles de London Grammar
Wasting My Young Years
(2013) Nightcall
(2013)
Strong est un single du groupe London Grammar extrait de l'album If You Wait.

## Liste de titres
| 1. | Strong (single version)      | 3:59 |
| 2. | Strong (High Contrast Remix) | 5:30 |
| 3. | Strong (Hackman Remix)       | 5:13 |
| 4. | Strong (Fracture Remix)      | 4:35 |
| 5. | Strong (MrZorb Remix)        | 3:32 |
| 6. | Feelings                     | 3:46 |

## Classement et certification

### Classement hebdomadaire
| Classements (2013-14)                   | Meilleure position |
| --------------------------------------- | ------------------ |
| Allemagne (Media Control AG)            | 28                 |
| Australie (ARIA)                        | 4                  |
| Autriche (Ö3 Austria Top 40)            | 29                 |
| Belgique (Flandre Ultratop 50 Singles)  | 4                  |
| Belgique (Wallonie Ultratop 50 Singles) | 6                  |
| Écosse (OCC)                            | 16                 |
| France (SNEP)                           | 96                 |
| Pays-Bas (Single Top 100)               | 29                 |
| Royaume-Uni (UK Singles Chart)          | 16                 |
| Suisse (Schweizer Hitparade)            | 32                 |

### Certification
| Pays                    | Organisme   | Certification |
| ----------------------- | ----------- | ------------- |
| Allemagne (BVMI)        | Or          | 150 000       |
| Australie (ARIA)        | 2 × Platine | 140 000       |
| Belgique (BEA)          | Or          | 15 000        |
| Nouvelle-Zélande (RMNZ) | Or          | 7 500         |
| Royaume-Uni (BPI)       | Or          | 400 000       |